# 속죄캠프
《속죄캠프》는 레진코믹스에서 연재되던 람작의 성인웹툰이다. 연재 기간은 2016년 2월 27일부터 2017년 10월 17일까지였다.